# Osówek (powiat bytowski)
Osówek  (dodatkowa nazwa w j. kaszub. Òsówk) – osada  w Polsce w regionie Kaszub zwanym Gochami położona w województwie pomorskim, w powiecie bytowskim, w gminie Lipnica.
Mała osada kaszubska w sołectwie Prądzona, nad zachodnim brzegiem jeziora Osowo Duże.
W latach 1975–1998 miejscowość administracyjnie należała do województwa słupskiego.